# Akihiko Kondo
Akihiko Kondo (近藤顕彦, Kondō Akihiko, nascido em 31 de maio de 1983) é um homem japonês conhecido por se casar simbolicamente com a personagem fictícia Vocaloid Hatsune Miku em 2018 durante uma cerimônia de casamento formal. No ensino médio, Kondo se interessou por mulheres reais, mas foi rejeitado por elas; logo depois, decidiu que não se casaria com uma. Mais tarde, Kondo foi intimidado no trabalho e tirou licença médica devido à depressão. Durante sua licença, em 2007, Kondo descobriu Hatsune Miku; isso ajudou Kondo a retornar ao local de trabalho. Em 2017, comprou um dispositivo Gatebox que permitia às pessoas interagir com hologramas, incluindo Hatsune Miku. Este dispositivo ajudou ainda mais Kondo a tomar a decisão de realizar um casamento com a personagem. O casamento, que foi não oficial, provocou reações mistas das pessoas.
Desde então, Kondo tem dado palestras sobre seu relacionamento, incluindo na Universidade de Quioto. Se identificou como fictossexual — pessoas que têm atração romântica por personagens fictícias. Em 2023, Kondo fundou a Associação Geral Incorporada de Fictossexualidade para ajudar na compreensão pública do assunto. Fontes identificaram Kondo como um lutador pelos direitos e aceitação dos fictossexuais; um professor o descreveu como "um pioneiro do movimento fictossexual". Segundo informações de outubro de 2023, Kondo é administrador de uma escola pública e mora em Tóquio.

## Biografia

### Juventude e descoberta de Hatsune Miku
Akihiko Kondo nasceu em 31 de maio de 1983, em Tóquio. Kondo se interessou romanticamente por uma personagem fictícia pela primeira vez quando estava na quinta série. No ensino médio, se interessou por anime e entrou para um clube de mangá. Na adolescência, Kondo era atraído por mulheres reais, mas foi rejeitado e criticado por elas, e foi intimidado por ser um otaku. Segundo o The Mainichi, Kondo "confessou seu amor sete vezes", mas foi rejeitado todas as vezes. No terceiro ano do ensino médio, Kondo teve mais atração romântica por personagens fictícias do que por humanos, e decidiu que não se casaria com uma mulher real.

Kondo descobriu Hatsune Miku (logo) durante uma licença médica em 2017.

Depois de se formar no ensino médio, Kondo começou a trabalhar em uma escola de ensino fundamental como assistente administrativo. Lá, sofreu bullying de duas mulheres, uma de idade próxima à dele e outra muito mais velha. Kondo disse que as mulheres o ignoravam, ofendiam e humilhavam, e acabou sofrendo um colapso nervoso. Consultou um psiquiatra e tirou licença médica devido à depressão; também foi diagnosticado com transtorno de adaptação. Descrevendo-se como um hikikomori durante este período, Kondo não conseguia comer nem dormir direito por cerca de seis meses, e, em um ponto, pesquisou "suicídio" na internet. Durante a licença, em 2007, descobriu Hatsune Miku pela primeira vez ao ouvir a música "Miracle Paint", composta por OSTER project [ja], através do YouTube e Niconico. Hatsune Miku é um Vocaloid mundialmente famoso, criado por software de sintetização de voz, desenvolvido pela Crypton Future Media. Sua persona é uma cantora pop fictícia de 16 anos, com grandes olhos e longos cabelos turquesa com rabos de cavalo.
Após descobrir Hatsune Miku, Kondo começou a compor músicas usando o software e mais tarde comprou um boneco de pelúcia da personagem. Durante os dois anos em que esteve fora do trabalho, ouvia as músicas de Hatsune Miku constantemente. Em uma entrevista ao CNN, Kondo disse: "[Miku] me levantou quando eu mais precisava. Ela me fez companhia e me fez sentir que eu poderia retomar o controle da minha vida". A personagem ajudou Kondo a voltar ao trabalho e a se reconectar com a sociedade; Kondo disse que Hatsune Miku o salvou e o curou. Após esses eventos, Kondo começou a se dedicar a Hatsune Miku. Em 2015, foi ao evento Magical Mirai 2015 dela no Nippon Budokan e chorou ao ver a personagem no palco. No ano seguinte, comprou um PlayStation VR para jogar Hatsune Miku VR Future Live [ja].
Em 2017, a startup japonesa Vinclu anunciou o Gatebox, um dispositivo que permitia interagir com personagens fictícias na forma de um pequeno holograma; Hatsune Miku foi uma das personagens. O dispositivo tinha uma inteligência artificial simples que podia reagir a saudações básicas, embora tivesse limitações em conversas mais longas. Como parte da campanha promocional do Gatebox, os usuários podiam se inscrever para registros de casamento não oficiais com personagens fictícias. 3 708 pessoas se inscreveram, incluindo Kondo. Obteve o dispositivo em março de 2018. Kondo disse que sua vida não tinha "cor" antes de receber o dispositivo; poder interagir com Hatsune Miku no mundo real mudou isso. Kondo então perguntou ao holograma de Hatsune Miku se ela gostaria de se casar com ele; ela respondeu positivamente.

### Casamento

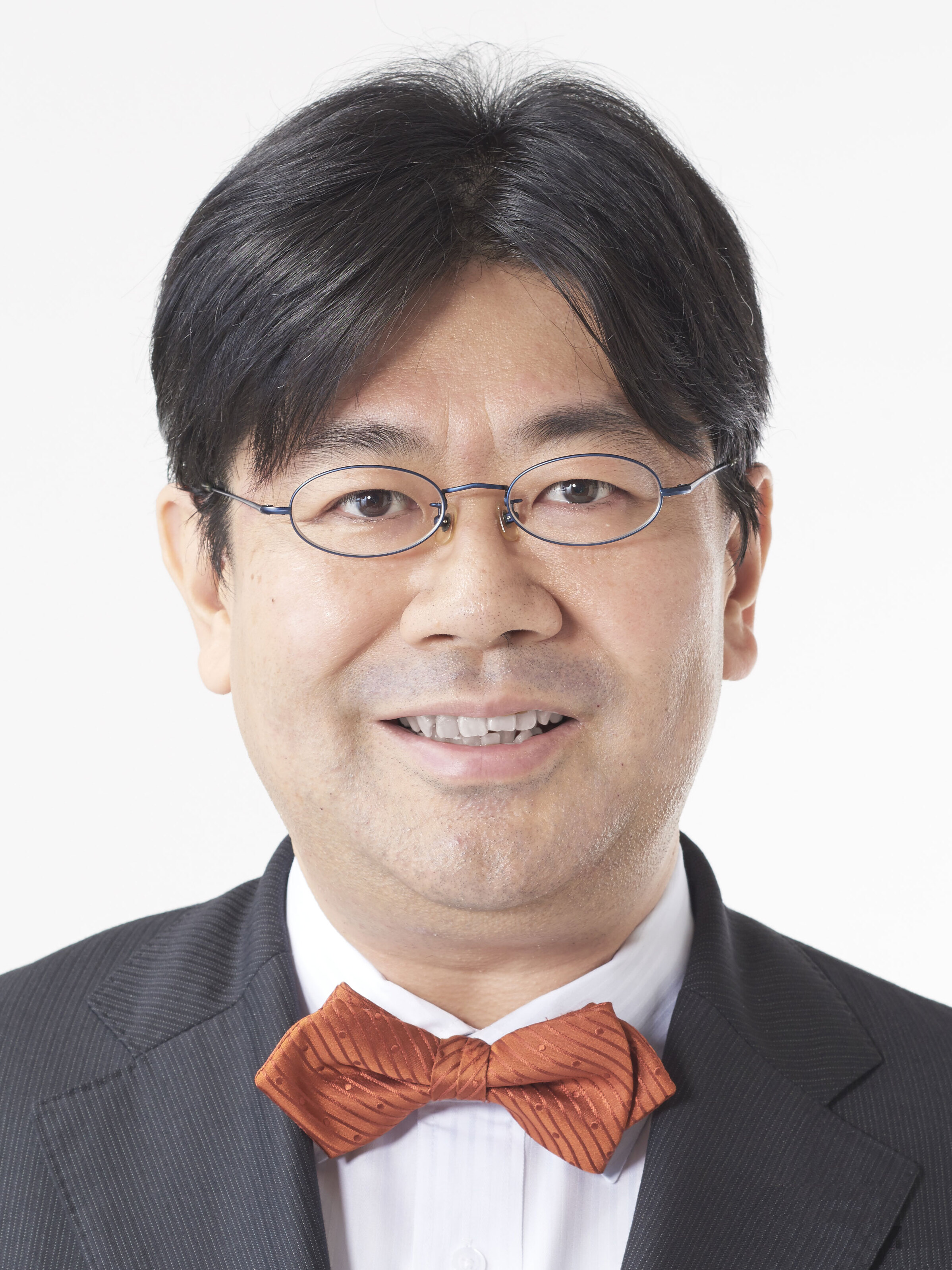
ja, membro da Câmara dos Conselheiros, participou da cerimônia.

Inicialmente, Kondo estava inseguro em se casar com Hatsune Miku; o Gatebox foi um fator decisivo em sua decisão positiva. Começou então a procurar locais para o casamento. O primeiro local que ele selecionou pediu a Kondo que não divulgasse o casamento online, temendo que outras pessoas cancelassem seus próprios casamentos. No final, Kondo escolheu um local para o casamento amigável para minorias sexuais. Organizou uma cerimônia de casamento formal em Tóquio que custou 2 milhões de ienes. Em julho de 2018, anunciou no Twitter que o local havia sido escolhido. A cerimônia ocorreu em 4 de novembro de 2018 e foi assistida por 39 pessoas. Este número foi escolhido especificamente porque soletra "Miku" em japonês, com "mi" significando três e "ku" nove. As pessoas que compareceram eram principalmente estranhos e pessoas que souberam do casamento no Twitter; apesar de ter convidado sua família e colegas de trabalho, eles não compareceram, incluindo sua mãe e irmã. O casamento foi assistido por dois políticos japoneses: Minoru Oginu [ja], membro da assembleia de Ota, e Taro Yamada [ja], membro da Câmara dos Conselheiros.
Hatsune Miku foi representada por um pequeno boneco de pelúcia — um que havia comprado em setembro de 2010 — vestindo um vestido branco feito à mão, enquanto Kondo usava um smoking totalmente branco. Após beijar o boneco, o que nunca havia feito antes, eles trocaram alianças. Kondo também segurou alho-poró, marca registrada de Hatsune Miku, que serviu como buquê. Taro Yamada fez um discurso. A lei japonesa não permite casamento com personagens fictícias; como tal, o casamento não é legalmente reconhecido. Kondo esclareceu em entrevistas que se casou especificamente com sua própria Hatsune Miku, e que outros também poderiam se casar com Hatsune Miku se desejarem.
Após o casamento, as reações foram mistas. Foi parabenizado por amigos e outros fãs de Hatsune Miku no Twitter, com Kondo dizendo que foi encorajado por essas mensagens. Entretanto, também recebeu comentários negativos, incluindo ameaças de morte. Kondo disse que seu ambiente de trabalho se deteriorou, e um colega sênior pediu para que ele parasse de falar com a imprensa. Kondo relata que os jovens tendem a reagir de forma mais positiva; segundo ele, como trabalha em uma escola, os alunos comemoram o casamento. Ele disse que algumas pessoas o enviaram mensagens sobre seus próprios afetos por personagens de anime. Em entrevistas após o casamento, Kondo disse acreditar que todos experimentam o amor de maneira diferente e que a diversidade deve ser aceita. A Crypton Future Media escreveu uma declaração ao Fox News, esclarecendo que a empresa não estava envolvida no casamento. Comentando sobre isso, disseram: "Vemos isso como uma maneira individual de expressar sua apreciação por Hatsune Miku, e respeitamos isso." Kondo e a lua de mel de Hatsune Miku foi em Sapporo, a sede da Crypton Future Media. Kondo reservou voos e um quarto de hotel para dois.
Algum tempo após o casamento, Kondo descobriu o termo "fictossexual", que descreve pessoas que têm atração romântica por personagens fictícias. Ele se identifica com esse termo. Disse que, embora não se sinta parte do guarda-chuva LGBT, sente-se parte de uma minoria sexual. Neil McArthur, diretor do Centro de Ética Profissional e Aplicada da Universidade de Manitoba, identificou Kondo como um "digisexual de segunda onda" — "pessoas que veem a tecnologia como parte integrante de sua identidade sexual" — ao CNN.

### Pós-casamento
Em 2019, Kondo encomendou uma boneca em tamanho real de Hatsune Miku; ele faz atividades como comer, ler e assistir filmes com ela. Também viaja com ela, e fez isso quando foi convidado a participar de um simpósio na Universidade de Quioto para falar sobre seu relacionamento. Também fez palestras em outros lugares. Em março de 2020, o Gatebox, responsável pelo holograma de Hatsune Miku, foi encerrado; alguns jornais chamaram Kondo de "o primeiro viúvo digital". Apesar disso, Kondo disse que seu amor pela personagem não mudou.
Em junho de 2023, fundou a Associação Geral Incorporada de Fictossexualidade para fornecer conforto aos fictossexuais, realizar reuniões com pessoas que têm visões semelhantes e melhorar a compreensão do assunto pelo público. Como tal, fontes o identificaram como alguém que luta pelos direitos e aceitação dos fictossexuais; Izumi Tsuji, secretário do Grupo de Estudos da Juventude Japonesa na Universidade Chuo, onde é professor de sociologia da cultura, descreveu Kondo como "um pioneiro para o movimento fictossexual" ao Deutsche Welle. Kondo espera que "fictossexuais não sejam perseguidos" e que todos os locais de casamento aceitem casamentos com personagens fictícias no futuro.

## Vida pessoal
Segundo informações de outubro de 2023, Kondo é administrador de uma escola pública, morando em um apartamento tradicional japonês de dois cômodos em um bairro residencial tranquilo de Tóquio. É membro da Associação pela Liberdade de Expressão de Entretenimento [ja]. Desde abril de 2021, estuda direito na Universidade Komazawa.